# 爱泼斯坦宫

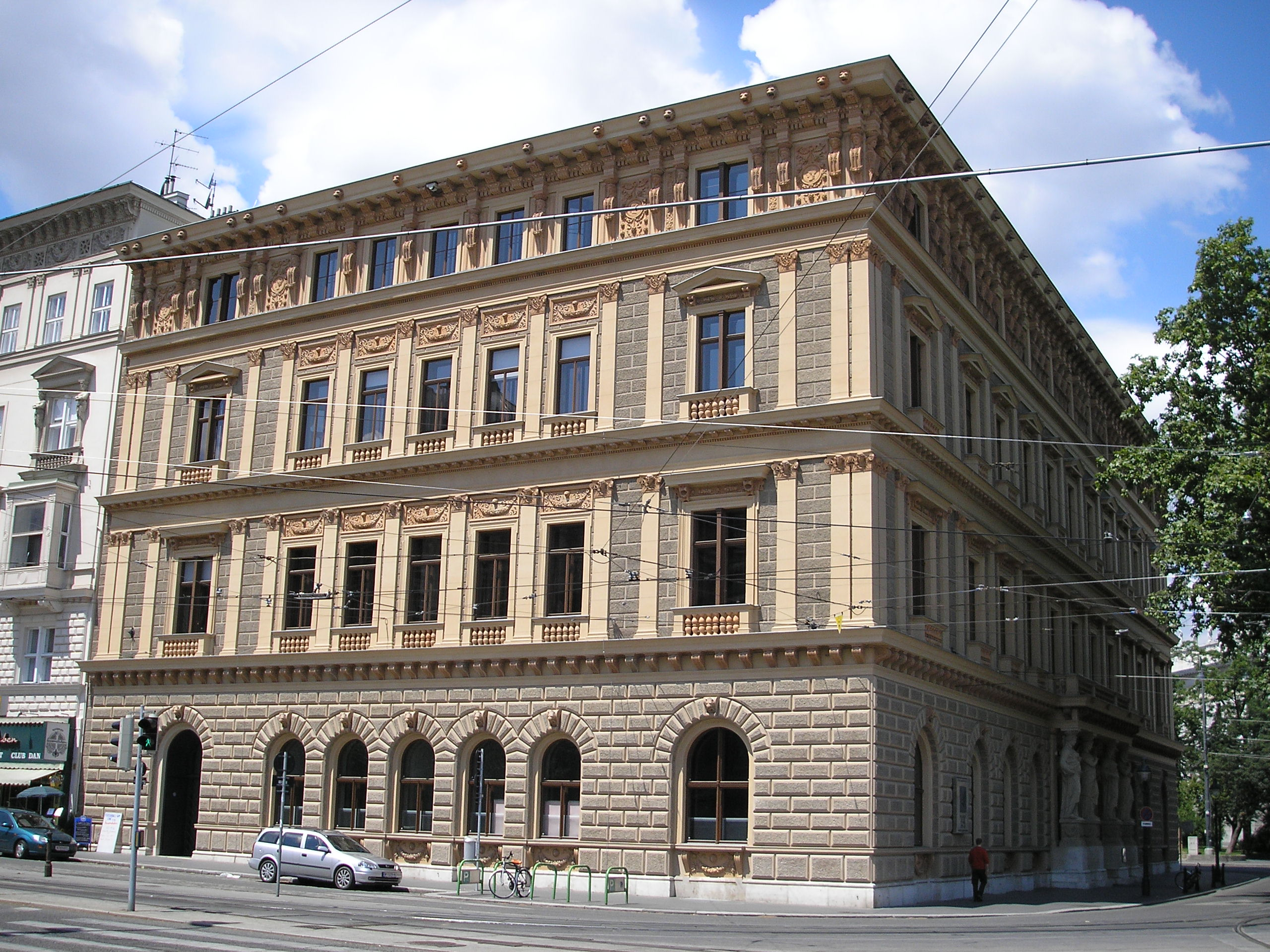
爱泼斯坦宫

爱泼斯坦宫（Palais Epstein）是奥地利维也纳戒指路上的一座历史建筑。它由实业家和银行家古斯塔夫·李特尔·冯·爱泼斯坦兴建，建筑师特奥费尔·翰森还设计了毗邻的奥地利国会大厦。与维也纳传统的巴洛克贵族宫殿不同，建于19世纪末的爱泼斯坦宫高五层，采用了当时流行的新文艺复兴风格。
1873年5月9日维也纳证券交易所崩盘后，爱泼斯坦不得不将该建筑卖给英国的帝国大陆燃气协会，以避免破产。1902年，它被国家收购，用作行政法院驻地。1922年改为维也纳学校管理局驻地。德奥合并后改为國家代理官办公室。
从1945年到1955年，爱泼斯坦宫是苏联总部驻地。在此之后，它曾一度成为维也纳音乐和表演艺术学院的一个分校，后来又再次成为学校管理局，直到2002年。经彻底翻修后，改属附近的国会。在地下室设有一个关于爱泼斯坦宫历史及其主人的常设展览，一楼已经恢复原貌。